# Јемгум
Јемгум (њем. Jemgum) општина је у њемачкој савезној држави Доња Саксонија. Једно је од 19 општинских средишта округа Лер. Према процјени из 2010. у општини је живјело 3.679 становника. Посједује регионалну шифру (AGS) 3457012.

## Географски и демографски подаци
Јемгум се налази у савезној држави Доња Саксонија у округу Лер. Општина се налази на надморској висини од 0 метара. Површина општине износи 78,5 km². У самом мјесту је, према процјени из 2010. године, живјело 3.679 становника. Просјечна густина становништва износи 47 становника/km².